# Bathyraja tunae
Bathyraja tunae е вид хрущялна риба от семейство Arhynchobatidae.

## Разпространение и местообитание
Видът е разпространен в Мадагаскар и Мозамбик.
Среща се на дълбочина от 1700 до 2240 m.

## Описание
На дължина достигат до 1 m.